# Doves Bologna 2019
Questa voce raccoglie le informazioni riguardanti i Doves Bologna nelle competizioni ufficiali della stagione 2019.

## Campionato Italiano Football a 9 2019

### Stagione regolare
| Casalfiumanese 24 febbraio 2019, ore 15:40 | Ravens Imola | 46 – 14 (12-0 28-0 0-6 6-8) referto | Doves Bologna | C.S. Casalfiumanese (80 spett.)\| Arbitro: \| S. Bernini \| |
| Arbitro:                                   | S. Bernini   |                                     |               |                                                             |

| Favaro Veneto 9 marzo 2019, ore 20:30 | Islanders Venezia | 50 – 0 (13-0 14-0 14-0 9-0) referto | Doves Bologna | Centro Sportivo Comunale (100 spett.) |

| Rovigo 30 marzo 2019, ore 15:00 | Alligators Rovigo | 20 – 43 (0-7 7-12 7-6 6-18) referto | Doves Bologna | Stadio Mario Battaglini (100 spett.)\| Arbitro: \| S. d'Amato \| |
| Arbitro:                        | S. d'Amato        |                                     |               |                                                                  |

| Bologna 13 aprile 2019, ore 15:00 | Doves Bologna | 12 – 21 (0-7 0-7 6-7 6-7) referto | Ravens Imola | Centro sportivo "Giorgio Bernardi" (150 spett.)\| Arbitro: \| Tomaz \| |
| Arbitro:                          | Tomaz         |                                   |              |                                                                        |

| Bologna 4 maggio 2019, ore 15:00 | Doves Bologna | 6 – 35 (0-0 6-14 0-14 0-7) referto | Islanders Venezia | Centro sportivo "Giorgio Bernardi" (50 spett.) |

| Bologna 11 maggio 2019, ore 20:30 | Doves Bologna | 6 – 14 (0-7 6-7 0-0 0-0) referto | Alligators Rovigo | Centro sportivo "Giorgio Bernardi" (200 spett.) |

## Statistiche di squadra
| Competizione | %Vittorie | In casa | In casa | In casa | In casa | In casa | In casa | In trasferta | In trasferta | In trasferta | In trasferta | In trasferta | In trasferta | Totale | Totale | Totale | Totale | Totale | Totale |
| Competizione | %Vittorie | G       | V       | N       | P       | Pf      | Ps      | G            | V            | N            | P            | Pf           | Ps           | G      | V      | N      | P      | Pf     | Ps     |
| ------------ | --------- | ------- | ------- | ------- | ------- | ------- | ------- | ------------ | ------------ | ------------ | ------------ | ------------ | ------------ | ------ | ------ | ------ | ------ | ------ | ------ |
| Campionato   | .167      | 3       | 0       | 0       | 3       | 24      | 70      | 3            | 1            | 0            | 2            | 57           | 116          | 6      | 1      | 0      | 5      | 81     | 186    |
| Totale       | .167      | 3       | 0       | 0       | 3       | 24      | 70      | 3            | 1            | 0            | 2            | 57           | 116          | 6      | 1      | 0      | 5      | 81     | 186    |

## Statistiche personali

### Marcatori
| Giocatore    | Ruolo | TD rush | TD recv | TD int | TD p.ret | TD k.ret | TD oth | Xp1 | Xp2 | FG | Saf | Totale |
| ------------ | ----- | ------- | ------- | ------ | -------- | -------- | ------ | --- | --- | -- | --- | ------ |
| F. Bardelli  |       | 0       | 3       | 0      | 0        | 0        | 0      | 0   | 0   | 0  | 0   | 18     |
| G. Bergamini |       | 2       | 0       | 0      | 0        | 0        | 0      | 0   | 1   | 0  | 0   | 14     |
| D. Abdel     |       | 0       | 2       | 0      | 0        | 0        | 0      | 0   | 0   | 0  | 0   | 12     |
| M. Guidi     |       | 0       | 2       | 0      | 0        | 0        | 0      | 0   | 0   | 0  | 0   | 12     |
| R. Benuzzi   |       | 0       | 1       | 0      | 0        | 0        | 0      | 0   | 0   | 0  | 0   | 6      |
| F. Guerra    |       | 0       | 1       | 0      | 0        | 0        | 0      | 0   | 0   | 0  | 0   | 6      |
| T. Tassan    |       | 1       | 0       | 0      | 0        | 0        | 0      | 0   | 0   | 0  | 0   | 6      |
| G. Vanni     |       | 1       | 0       | 0      | 0        | 0        | 0      | 0   | 0   | 0  | 0   | 6      |
| A. d'Amico   |       | 0       | 0       | 0      | 0        | 0        | 0      | 1   | 0   | 0  | 0   | 1      |

### Passer rating
| Giocatore | G | Att | Comp | Int | Yds | TD | NFL   | NCAA  |
| --------- | - | --- | ---- | --- | --- | -- | ----- | ----- |
| G. Vanni  | 6 | 154 | 60   | 7   | 794 | 9  | 56,57 | 92,46 |
| M. Guidi  | 2 | 9   | 3    | 0   | 19  | 0  | 42,36 | 51,07 |